# جنگل فندقلو

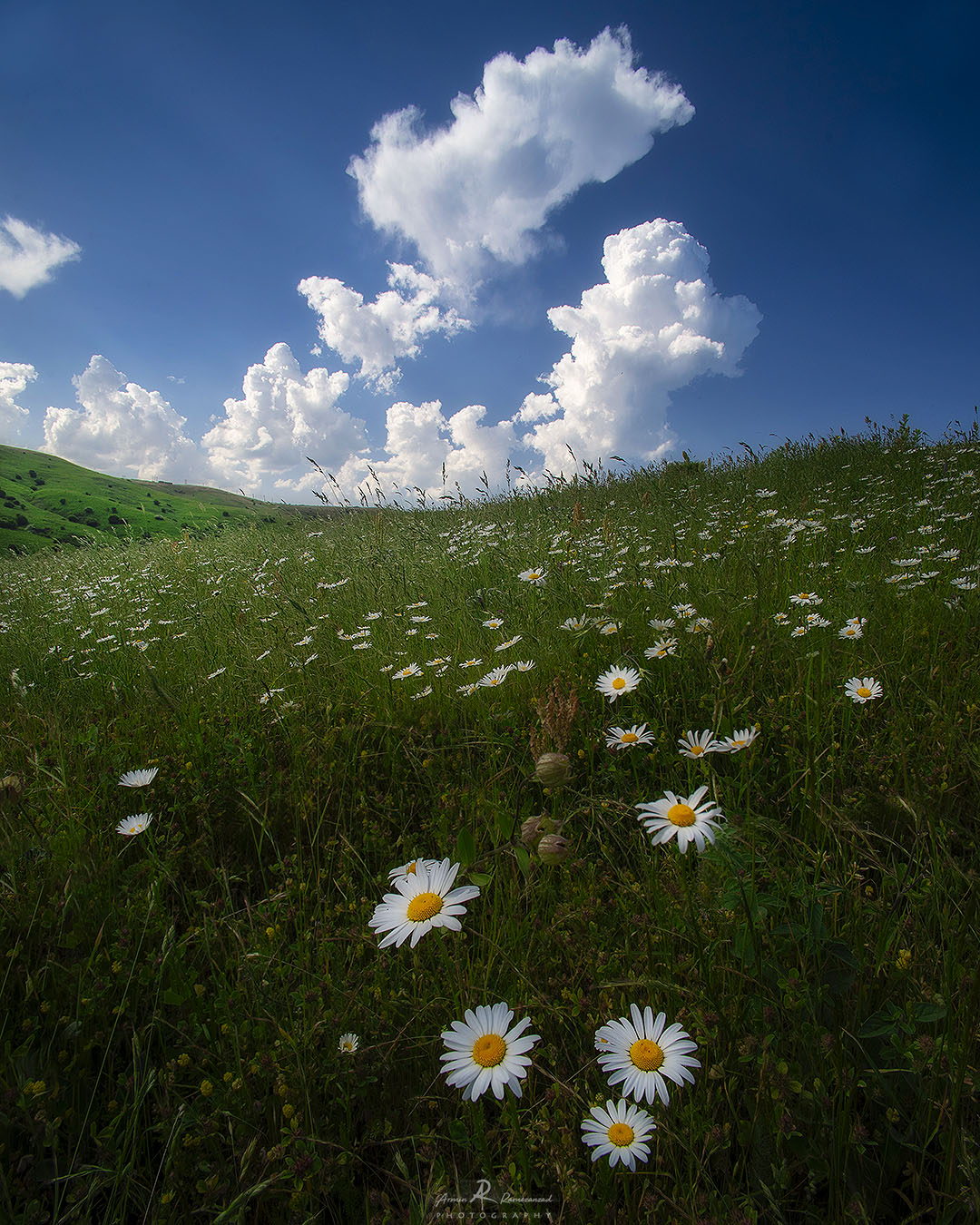

جنگل فندقلو درکنار روستای خانقاه سفلی (نمین) و ۳۰ کیلومتری شهرستان اردبیل و ۱۰ کیلومتری جنوب شهر نمین در ابتدای شروع جنگل‌های هیرکانی به عنوان میراث یونسکو واقع شده است. به خاطر داشتن جاذبه‌های منحصر به فرد جنگلی – مرتعی قابلیتی بسیار ممتاز برای توسعه در صنعت اکوتوریسم دارد. از جاذبه‌های گردشگری آن می‌توان به تله‌کابین حیران-فندقلو اشاره کرد که از جنگل فندقلو شروع می‌شود. این جنگل دارای درختان مختلف میوه مانند فندق، سیب وحشی، گوجه سبز، ازگیل، به، تمشک و توت فرنگی است. با توجه به اینکه درخت فندق بیش از سایر گونه‌ها در این جنگل روییده است، این منطقه فندق‌لو نامیده می‌شود. این جنگل در سطحی به طول تقریبی ۱۲۰کیلومتر پراکنده شده است و ۸۵ کیلومتر از این جنگل را جنگل و بقیه را مراتع سبز تشکیل می‌داد.

## ثبت جنگل‌های هیرکانی در فهرست یونسکو
بنا بر اعلام دبیرکل کنونی کمیسیون ملی یونسکو در ایران: در چهل و سومین اجلاس کمیته میراث جهانی یونسکو در باکو پایتخت جمهوری آذربایجان، جنگل‌های هیرکانی که از جنگل فندقلو در شهرستان نمین در استان اردبیل تا گلیداغ در خاور استان گلستان کشیده شده است، با نظر موافق اعضای کمیته در ۱۴ تیر ۱۳۹۸ در فهرست میراث جهانی قرار گرفت. به گفته همین منبع، این بیست و چهارمین مورد از میراث تاریخی و طبیعی ایران است که در فهرست یونسکو جای می‌گیرد.

## جشنواره گل‌های بابونه
از دیگر جاذبه‌های گردشگری استان اردبیل جشنواره گل‌های بابونه در شهرستان نمین می‌باشد، که همه ساله هم‌زمان با روز جهانی گل و گیاه در ۲۵ و ۲۴ خرداد، با حضور گسترده گردشگران داخلی و خارجی در منطقه توریستی جنگل فندقلو که یکی از مناطق بکر و ذخیره‌گاه طبیعی گیاهان دارویی است برگزار می‌شود. این جشنواره در مراتعی با وسعت چند صد هکتار بابونه، به همت سازمان میراث فرهنگی، گردشگری و صنایع دستی استان اردبیل برگزار می‌گردد. ضمن برگزاری برنامه‌های شاد موسیقی و نمایش گروه‌های هنرمند، در دو بخش برنامه‌های متنوع فرهنگی، هنری و تفریحی را برای کودکان و نوجوانان و قشرها مختلف مردم برگزار کردند. در این جشنواره هنرمندان چیره‌دست و صنعتگران این منطقه، با تولید گلیم، مسند، جاجیم و ورنی میراثی گرانبها را در معرض نمایش عموم قرار می‌دهند.

## مارال‌های جنگل فندقلو
طرح ملی رهاسازی مارال در جنگل‌های فندقلو در سال ۱۳۸۹ به تعداد ۸ راس، با هماهنگی اداره محیط زیست و پاسگاه محیط بانی شهرستان نمین صورت پذیرفت و تا سال ۱۳۹۰ این تعداد به ۱۱ راس قرار بود برسد.

جنگل فندقلو

## نگارخانه

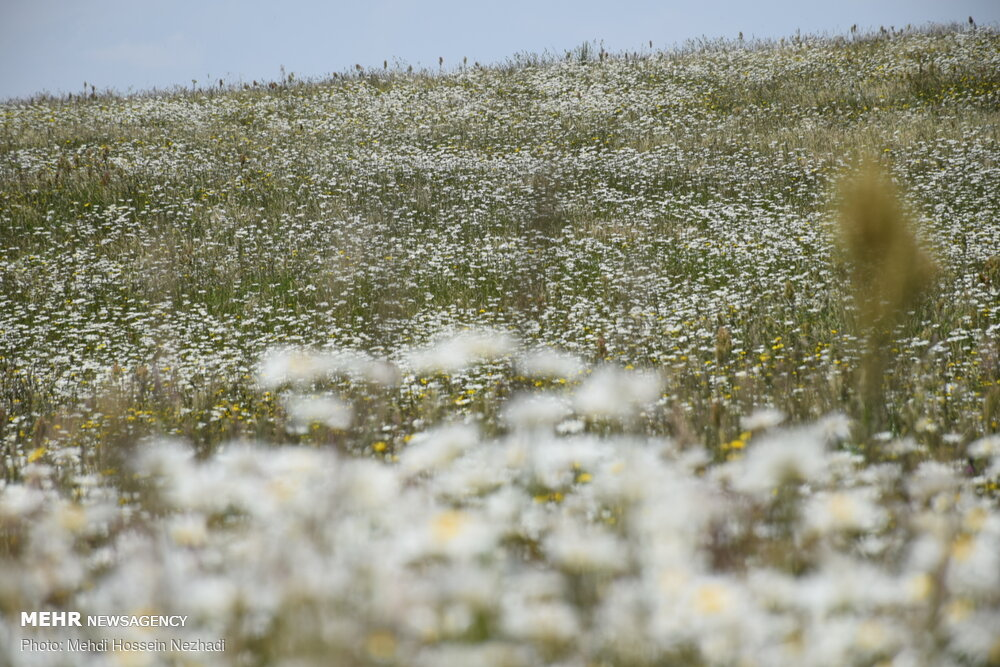
گل‌های بابونه جنگل فندقلو
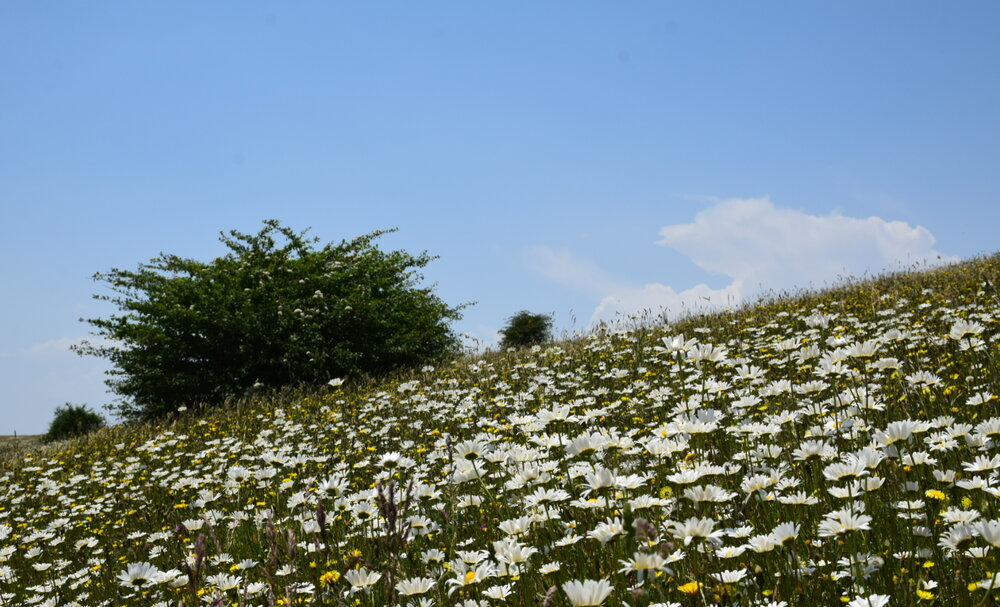
طبیعت جنگل فندقلو
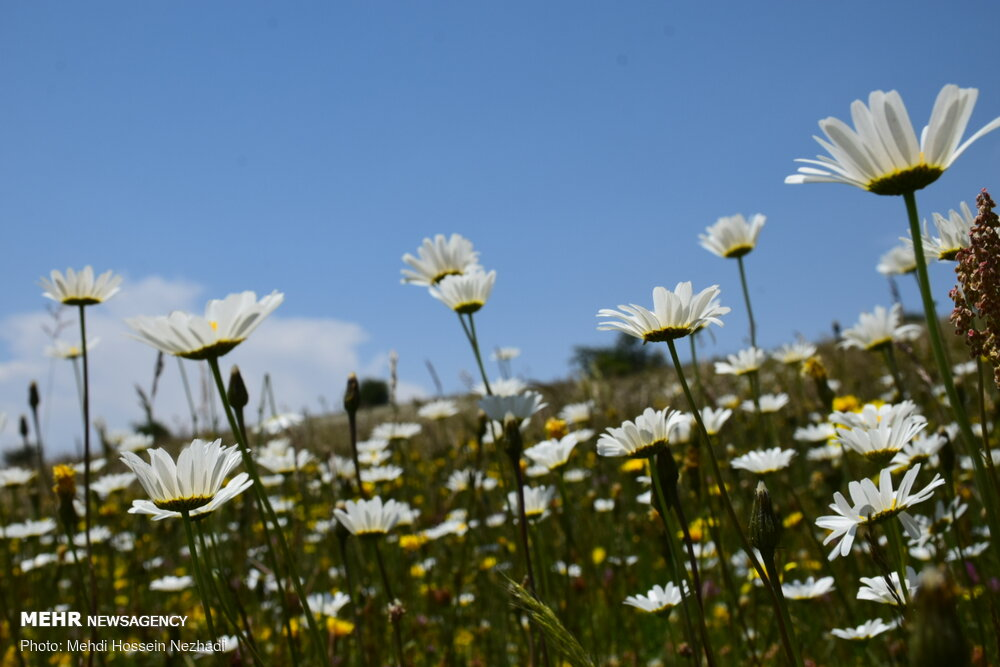
دشت گل‌های بابونه در اواخر اردیبهشت
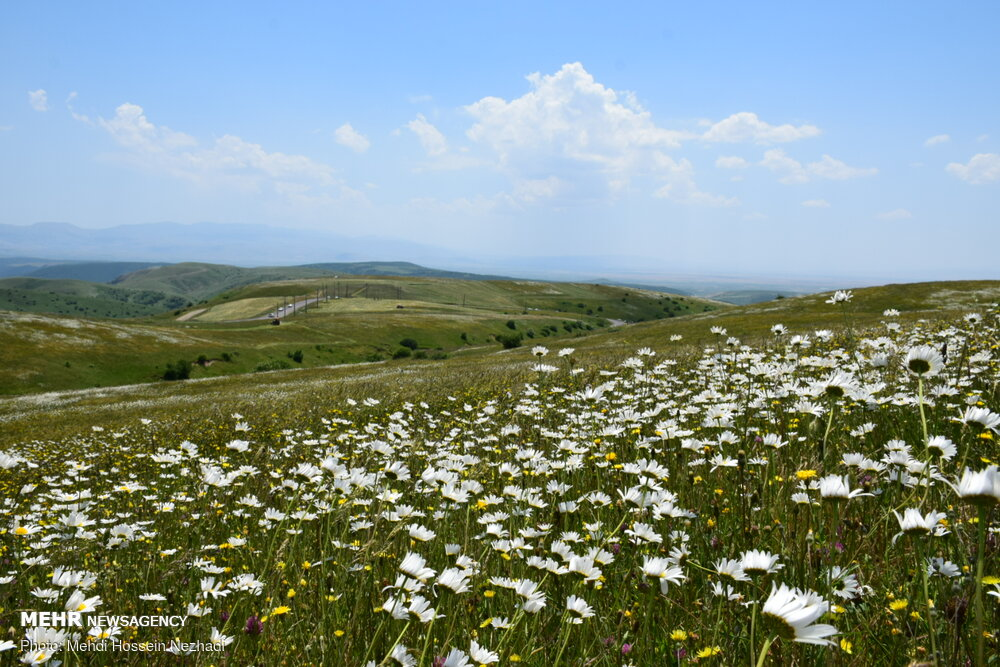
طبیعت فندقلو
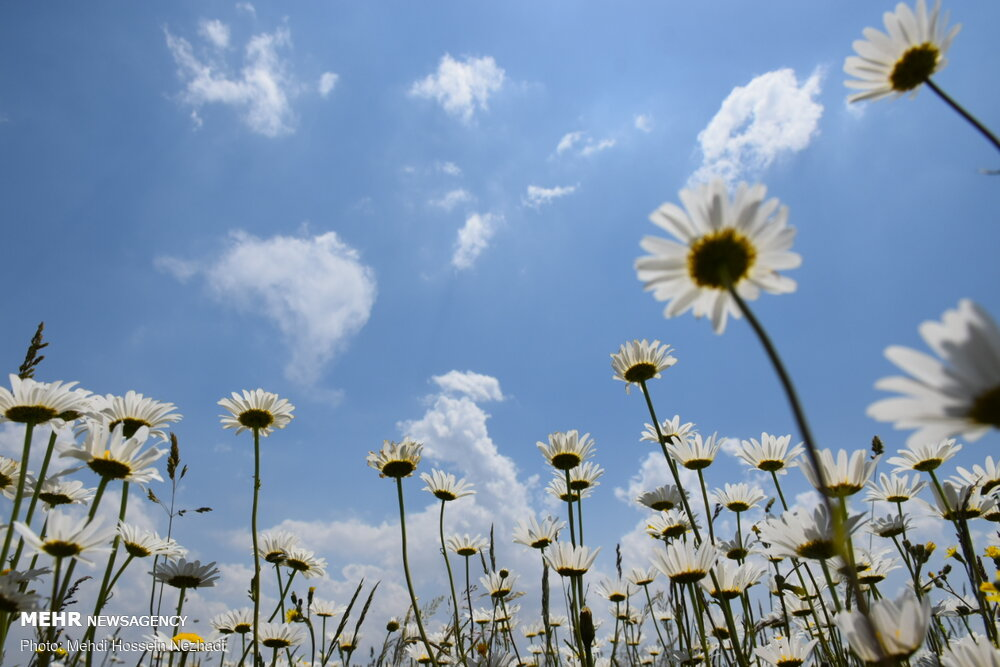
طبیعت گل‌های بابونه جنگل فندقلو اواخر اردیبهشت ماه
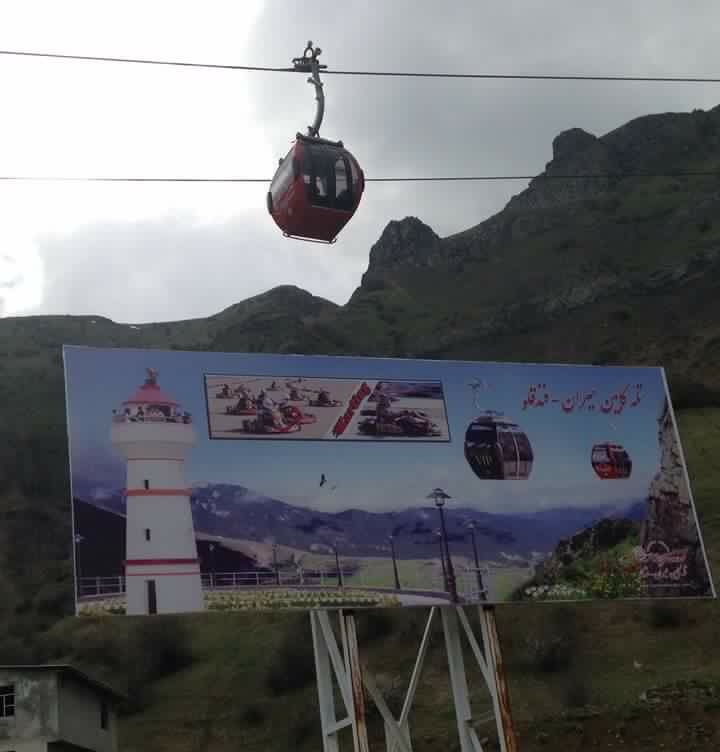
تله کابین جنگل فندقلو-حیران